# Groenlandse Inuit
De Groenlandse Inuit (Groenlands: Kalaallit) zijn de inheemse bevolking van Groenland. Anno 2012 vormden zij met ca. 50.000 mensen 88% van de Groenlandse bevolking. Men neemt aan dat de Groenlandse Inuit afstammen van het Thulevolk, dat zich in de 12e eeuw in Groenland vestigde en de voorafgaande Dorsetcultuur verving.
Doordat 84% van Groenland bedekt is met ijs leven de Groenlandse Inuit in drie gebieden: In het noorden van Groenland, in het oosten en in het westen. Hierdoor zijn ze verdeeld in drie groepen.
- De Kalaallit wonen van origine in West-Groenland en spreken Kalaallisut. Zij vormen veruit de grootste groep Groenlandse Inuit. De term Kalaallit wordt tegenwoordig in het Kalaallisut ook gebruikt om naar alle Groenlandse Inuit te verwijzen.
- De Tunumiit of Tunu wonen van origine in Oost-Groenland en spreken Tunumiisut. Hun gebied, Tunu, Tasiilaq of Ammassalik genoemd, heeft het mildste klimaat. Jagers kunnen daar met hun kayaks het hele jaar door op zeezoogdieren jagen.
- De Inughuit wonen van origine in Noord-Groenland en spreken Inuktun.

De meeste Groenlandse Inuit (ca. 50.000) wonen in Groenland. Daarnaast wonen er ook in Denemarken ongeveer 20.000 Groenlandse Inuit.

## Kunst
De Groenlandse Inuit hebben een sterke artistieke traditie die berust op het naaien van dierenhuiden en het maken van maskers. Ook zijn ze bekend door een kunstvorm met figuren die ze de tupilaq of voorwerpen van boze geesten noemen.
In de Ammassalik bloeien de traditionele kunsten. Het belangrijkste materiaal is ivoor van de potvis.